# Serafínské školy
Serafínské školy byly církevní ústavy pro vzdělávání chudé mládeže.

## Historie
V roce 1870 vzešla z Itálie a z Francie myšlenka zakládání ústavů pro výchovu a vzdělání chudé mládeže. Těmto ústavům se lidově říkalo konventní školy pro chlapce nebo serafínské školy. Název je odvozen od přídomku zakladatele řádu sv. Františka z Assisi, neboli Františka Serafínského. Tyto školy byly možností studia pro nejchudší. Rodiče platili jen učebnice, psací potřeby, opravy oděvů ap. Ostatní příspěvky byly 60-100 Kč a u velmi chudých byly promíjeny.
V roce 1948 bylo v církevní provincii 69 kněží, z nichž 54 bylo žáky serafínských škol. V roce 1990 bylo ze 41 kněží 32 odchovanců serafínských škol. Přestože nebylo serafínským školám dopřáno mnoho času, sehrály v dějinách české provincie významnou roli.

## První serafínské školy
- Úplně první serafínskou školou v českomoravské církevní provincii (na území Čech a Moravy) byl ústav v Olomouci. Tento ústav existoval v letech 1894-1936 a pak v letech 1946-1948.
- V roce 1924 vznikla v Mostě škola pro chlapce německé národnosti.
- V roce 1926 byla založena serafínská škola také v Praze na Hradčanech.
- V roce 1934 vznikla serafínská škola také při klášteře Proměnění Páně v Třebíči[1]. Tato škola měla oficiální název: Ústav řádu kapucínského pro výchovu kněžského dorostu řádového.

## Harmonogram všedního dne
- 5.00 - budíček
- 5.20 - ranní modlitba, studium
- 6.10 - mše svatá
- 7.00 - snídaně, studium
- 8.00 - vyučování
- 13.10 - oběd, volný čas na hřišti
- 14.30 - studium
- 16.00 - svačina, povinná návštěva Nejsvětější svátosti
- 17.00 - studium
- 19.00 - duchovní četba
- 19.15 - večeře, volno
- 20.00 - studium
- 21.00 - večerní modlitba
- 21.30 - noční klid